# Bärapel
Bärapel (Malus baccata) är en rosväxtart som först beskrevs av Carl von Linné, och fick sitt nu gällande namn av Moritz Moriz Balthasar Borkhausen. Bärapel ingår i släktet aplar, och familjen rosväxter. Utöver nominatformen finns också underarten M. b. gracilis.

## Bildgalleri

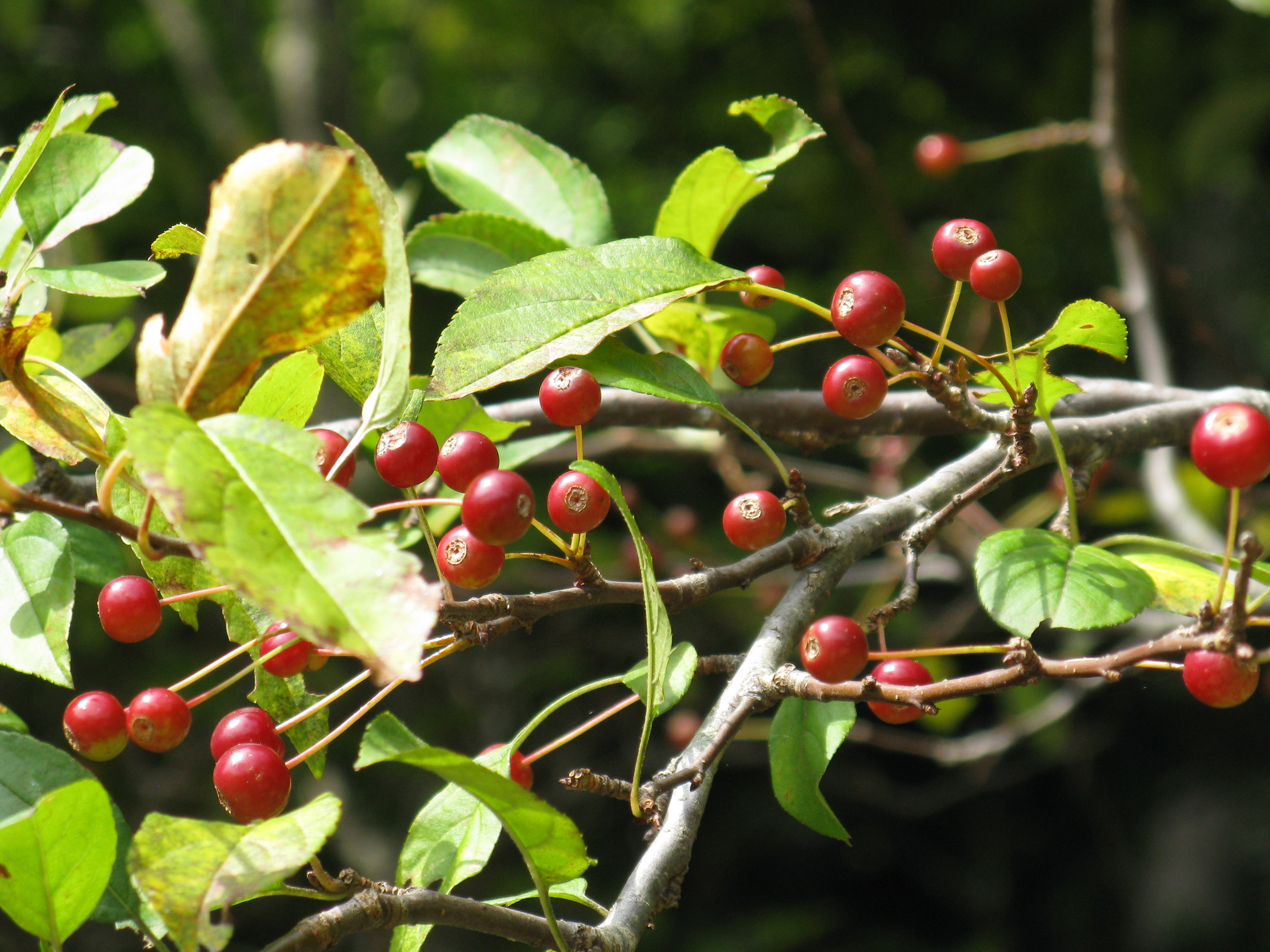
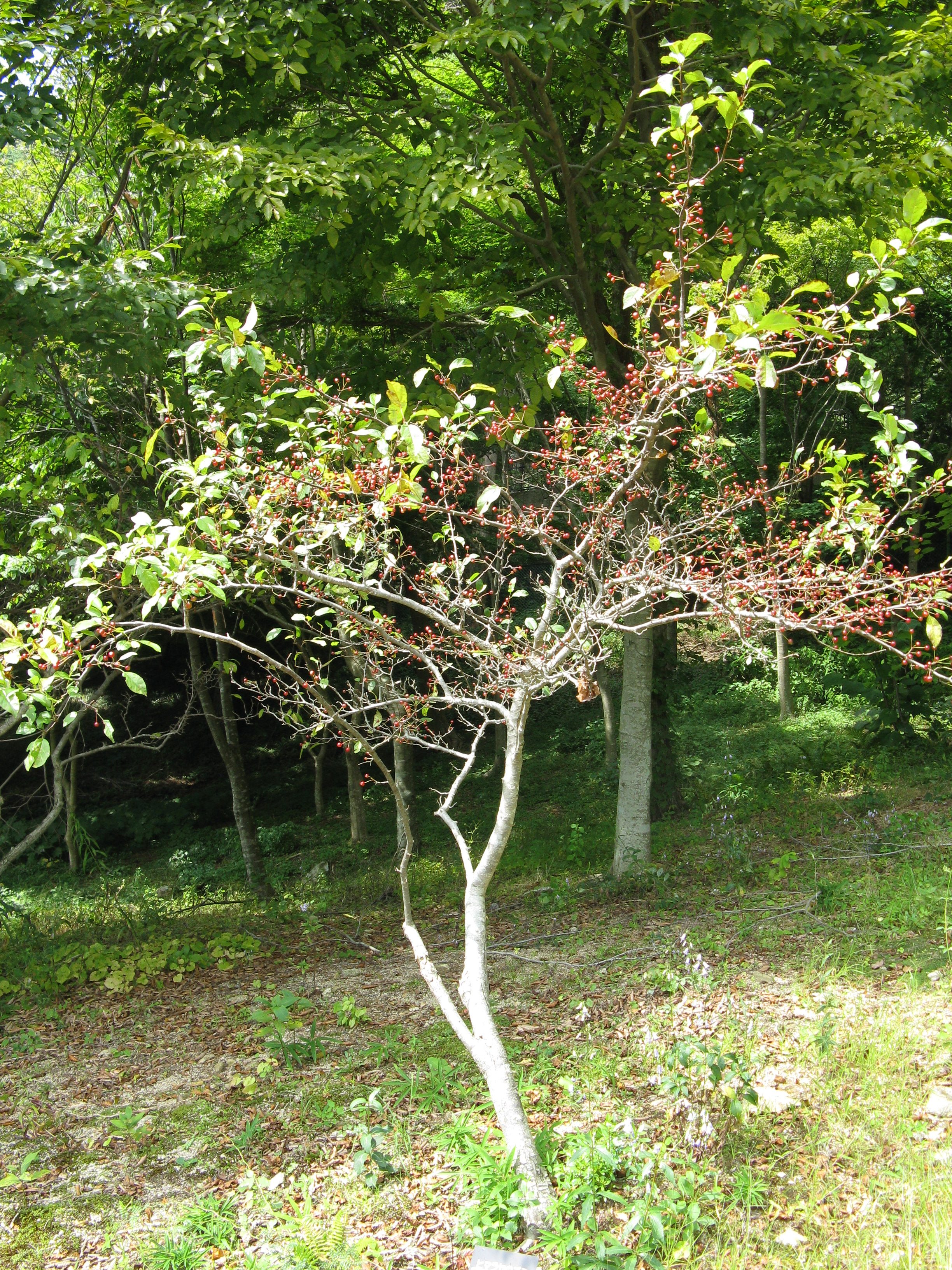
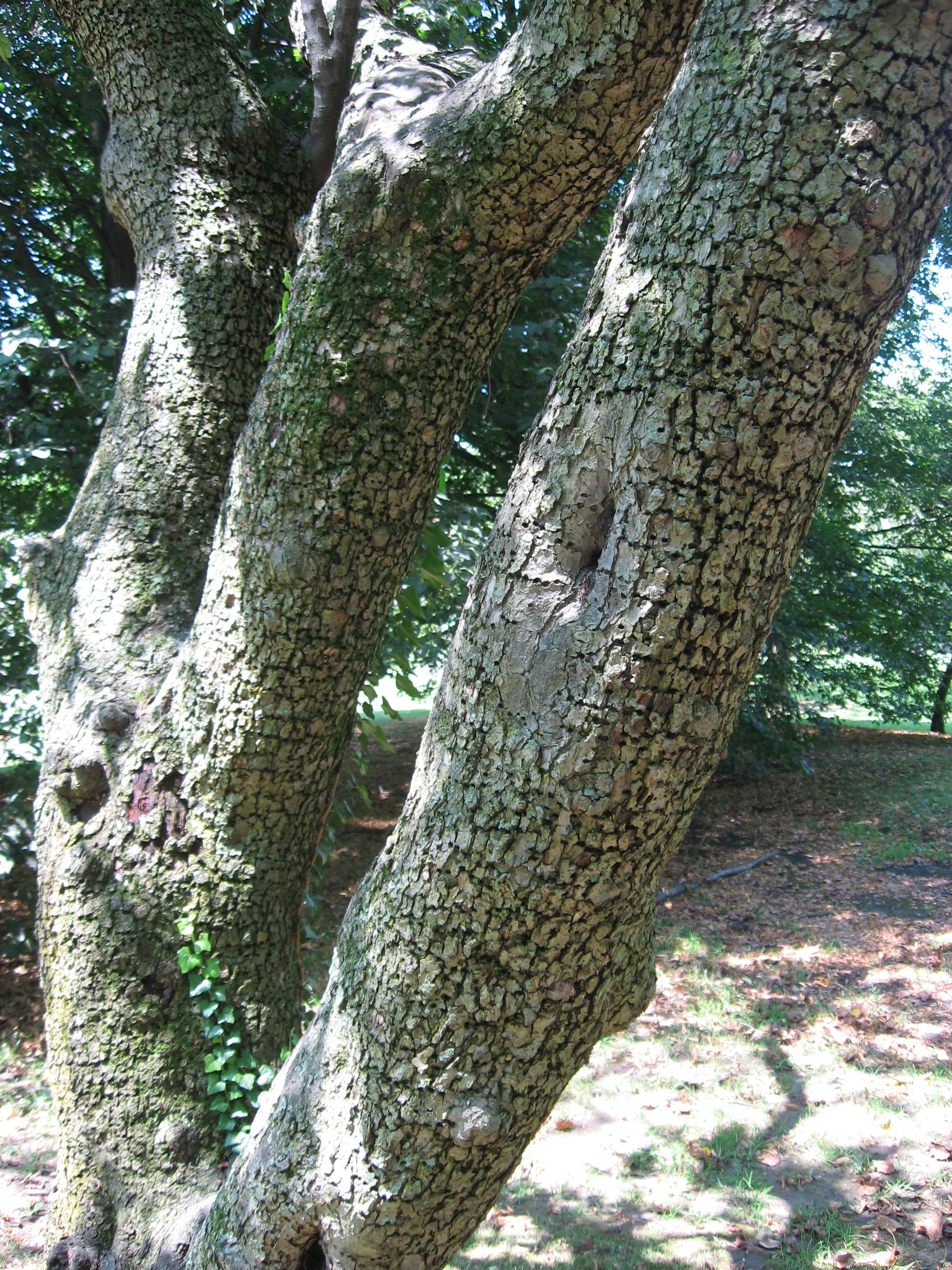
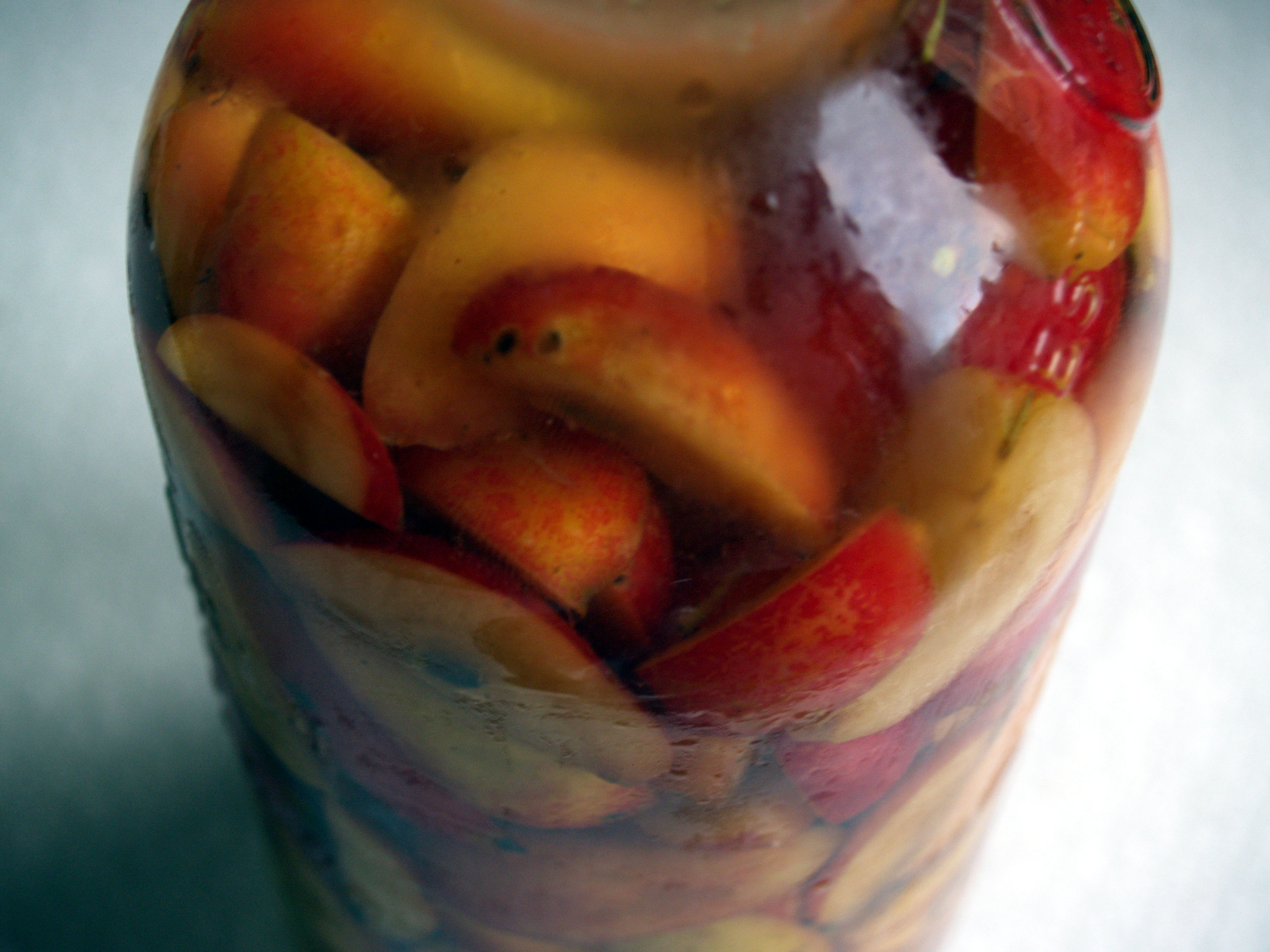
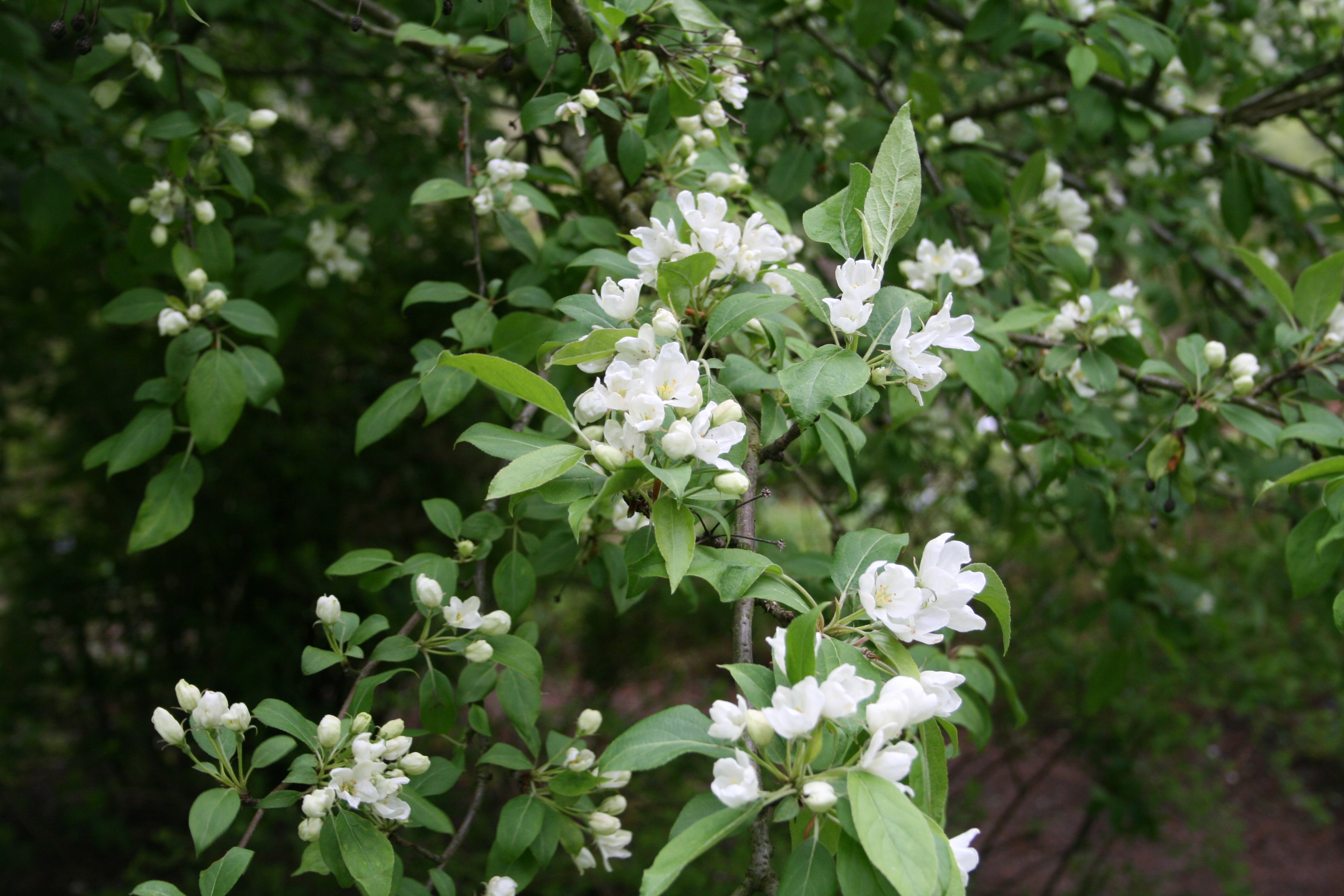
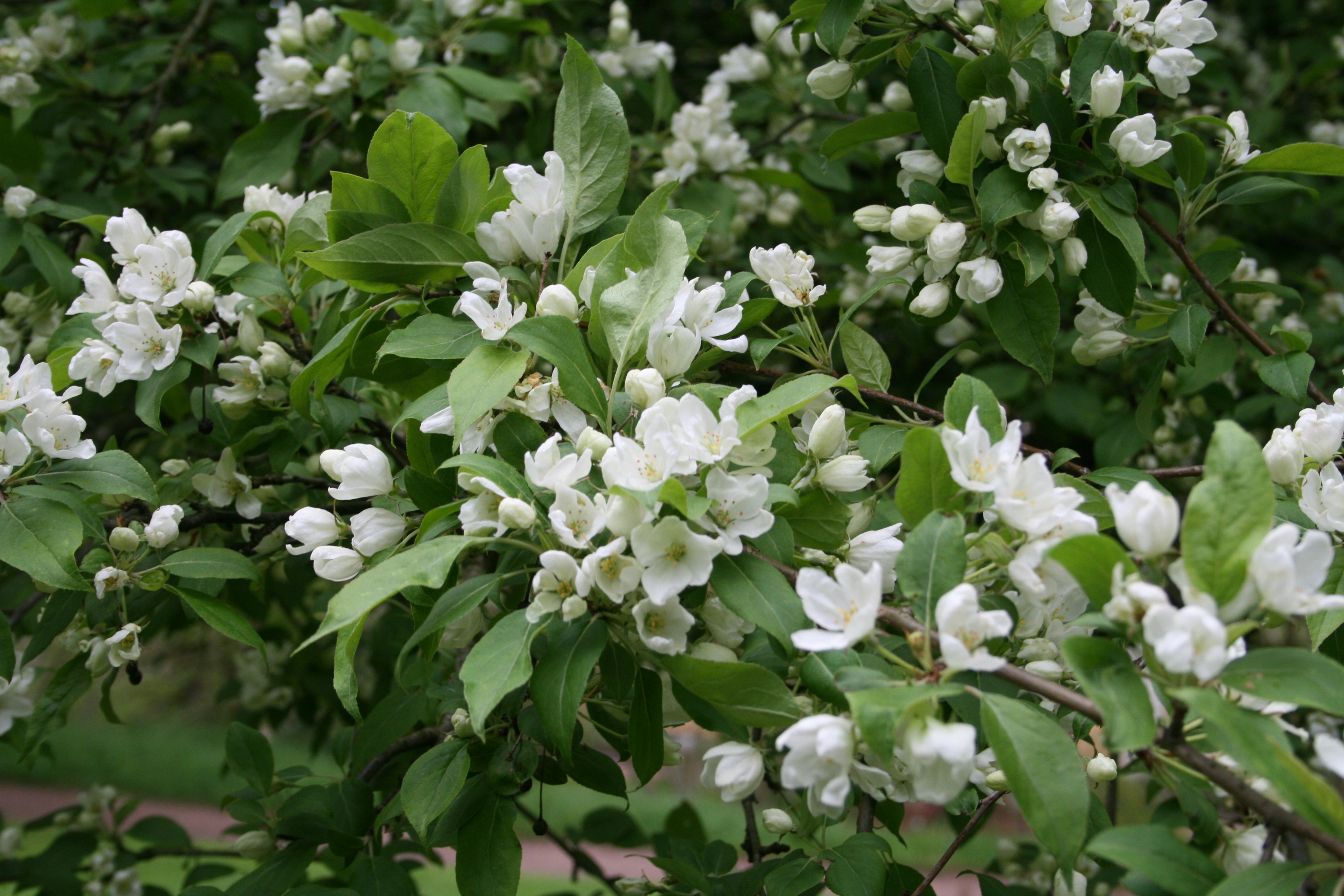